# Yaimar Medina
Yaimar Abel Medina Ortiz (Eloy Alfaro, 5 november 2004) is een Ecuadoraans voetballer die doorgaans als linksachter speelt. Hij tekende in januari 2025 een contract tot medio 2029 bij het Belgische KRC Genk, dat hem overnam van de Ecuadoraanse club CSD Independiente del Valle. Medina debuteerde in 2024 voor het Ecuadoraans voetbalelftal.

## Carrière

### Begin profcarrière
Medina werd geboren in het kanton Eloy Alfaro, gelegen in de Ecuadoraanse provincie Esmeraldas. Als jonge voetballer doorliep hij de verschillende jeugdreeksen van de Ecuadoraans profclub CSD Independiente del Valle. In de zomer van 2022 werd Medina er opgenomen in de A-kern. Hij mocht officieel debuteren op 30 juli 2022 in de competitiewedstrijd tegen Barcelona Sporting Club, na 75 minuten viel hij in voor Alan Minda. Na een eerste jaar bij de A-kern, waarin hij een handvol invalbeurten, kreeg Medina in zijn tweede jaar steeds vaker speelminuten van de Argentijnse coach Martín Anselmi. Het was echter onder diens opvolger, Javier Gandolfi, dat Medina volledig door wist te breken. Medina viel op door zijn snelheid en zijn traptechniek die hij regelmatig etaleerde via doelpunten op vrije trappen.

### KRC Genk
In de zomer van 2024 toonde de Belgische eersteklasser KRC Genk interesse om Medina over te nemen. Genk en Independiente vonden echter geen overeenkomst om de transfer plaats te laten vinden. Een half jaar later, begin 2025, deed Genk een nieuwe poging en wist het wel een akkoord te vinden met zowel club als speler. Medina tekende een overeenkomst bij Genk voor 4,5 seizoenen, tot de zomer van 2029.  Genk haalt hem binnen om de concurrentie aan te met Joris Kayembe, die op dat moment de vaste linksachter van het Genkse elftal is. Medina maakte zijn debuut voor Genk in een 1–2 nederlaag tegen Union SG op 20 april 2025.

## Clubstatistieken
| Seizoen         | Club              | Land             | Competitie      | Competitie | Competitie | Beker | Beker | Supercup | Supercup | Internationaal | Internationaal | Totaal | Totaal |
| Seizoen         | Club              | Land             | Competitie      | Wed.       | Dlp.       | Wed.  | Dlp.  | Wed.     | Dlp.     | Wed.           | Dlp.           | Wed.   | Dlp.   |
| --------------- | ----------------- | ---------------- | --------------- | ---------- | ---------- | ----- | ----- | -------- | -------- | -------------- | -------------- | ------ | ------ |
| 2022            | CSD Independiente | Vlag van Ecuador | Serie A         | 5          | 0          | 0     | 0     | —        | —        | 1              | 0              | 6      | 0      |
| 2023            | CSD Independiente | Vlag van Ecuador | Serie A         | 18         | 1          | 0     | 0     | —        | —        | 4              | 0              | 22     | 1      |
| 2024/25         | CSD Independiente | Vlag van Ecuador | Serie A         | 25         | 5          | 0     | 0     | —        | —        | 6              | 0              | 31     | 5      |
| 2024/25         | KRC Genk          | Vlag van België  | Eerste klasse A | 1          | 0          | 0     | 0     | —        | —        | —              | —              | 1      | 0      |
| Carrière totaal | Carrière totaal   | Carrière totaal  | Carrière totaal | 49         | 6          | 0     | 0     | 0        | 0        | 11             | 0              | 60     | 6      |

Bijgewerkt op 26 april 2025.